# Pietro Emiliani
Pietro Emiliani (o, più propriamente, Miani; Venezia, 1362 – Vicenza, 4 maggio 1433) è stato un politico e vescovo cattolico italiano.

## Biografia

### Origini e carriera politica
Nacque dai patrizi Giovanni e Fiordelise Barbarigo. La sua famiglia, del ramo di San Cassiano, si chiamava in realtà Miani ma Pietro preferiva utilizzare la forma "Emiliani" pretendendo una discendenza dalla gens Aemilia (tendenza comune ad altri nobili veneziani che ritenevano la Serenissima legittima erede dell'antica Roma).
Non si conosce nulla della sua formazione, ma si può ipotizzare che essa avvenne tra Venezia e Padova e che fu incentrata sulla letteratura classica. Fu un collezionista di codici, in particolare greci, tanto che è citato per la prima volta in un documento riguardante l'acquisto di un Seneca appartenuto al defunto Rafaino Caresini. Contribuì, inoltre, a diffondere i suoi testi a vari umanisti quali Leonardo Bruni, Niccolò Niccoli e Ambrogio Traversari.
Grazie al prestigio della sua famiglia, a sua volta imparentata con altre assai cospicue (Barbarigo, Contarini, Morosini) intraprese una brillante carriera politica che lo vide nel Consiglio dei dieci (1395), elettore ducale (1400) e capo della Quarantia (1402-1403).
In data non nota sposò Contarina Contarini ed ebbe almeno due figli maschi e due figlie. Fu probabilmente dopo la morte della moglie, avvenuta non dopo il 1405, che l'Emiliani entrò nel clero, anche se fino alla nomina a vescovo non andò oltre lo stato di suddiacono.
Nel 1406 era riuscito ad ottenere con altri tre nobili il "maglio" di Padova che, assieme ad altre due società, gli assicurò il monopolio sull'industria metallurgica padovana. Nel 1423 rinunciò ad ogni attività produttiva forse perché, come la gran parte del patriziato, preferì investire sull'agricoltura in terraferma.

### Carriera ecclesiastica
L'elezione del veneziano Angelo Correr a papa (Gregorio XII, 1406), gli spianò la strada per la carriera ecclesiastica. Chiamato a Roma dal pontefice all'inizio del 1407, il 20 maggio successivo era già vicecamerlengo. Ai primi di ottobre lasciò il Vaticano per gli attriti sorti con il camerlengo Antonio Correr, nipote di Gregorio, pare sulle divergenze circa lo scisma d'Occidente e il problema del Patriarcato di Aquileia.
Questa breve esperienza a Roma, comunque, gli assicurò l'appoggio di vari cardinali e gli permise di stringere rapporti con gli umanisti dell'Urbe. Più tardi prese parte al concilio di Pisa come testimone a carico di Gregorio XII; l'evento si concluse con la deposizione dei due pontefici contendenti (l'altro era Benedetto XIII) e l'ascesa di Alessandro V.
Questa situazione favorì nuovamente l'Emiliani che il 12 agosto 1409 veniva creato vescovo di Vicenza al posto del defunto Giovanni da Castiglione. La nomina fu ratificata il 22 agosto dal Senato della Serenissima, che appoggiava papa Alessandro in polemica con Gregorio (il quale, seppur veneziano, non aveva favorito la Repubblica nella spinosa questione del Patriarcato di Aquileia).

#### Episcopato

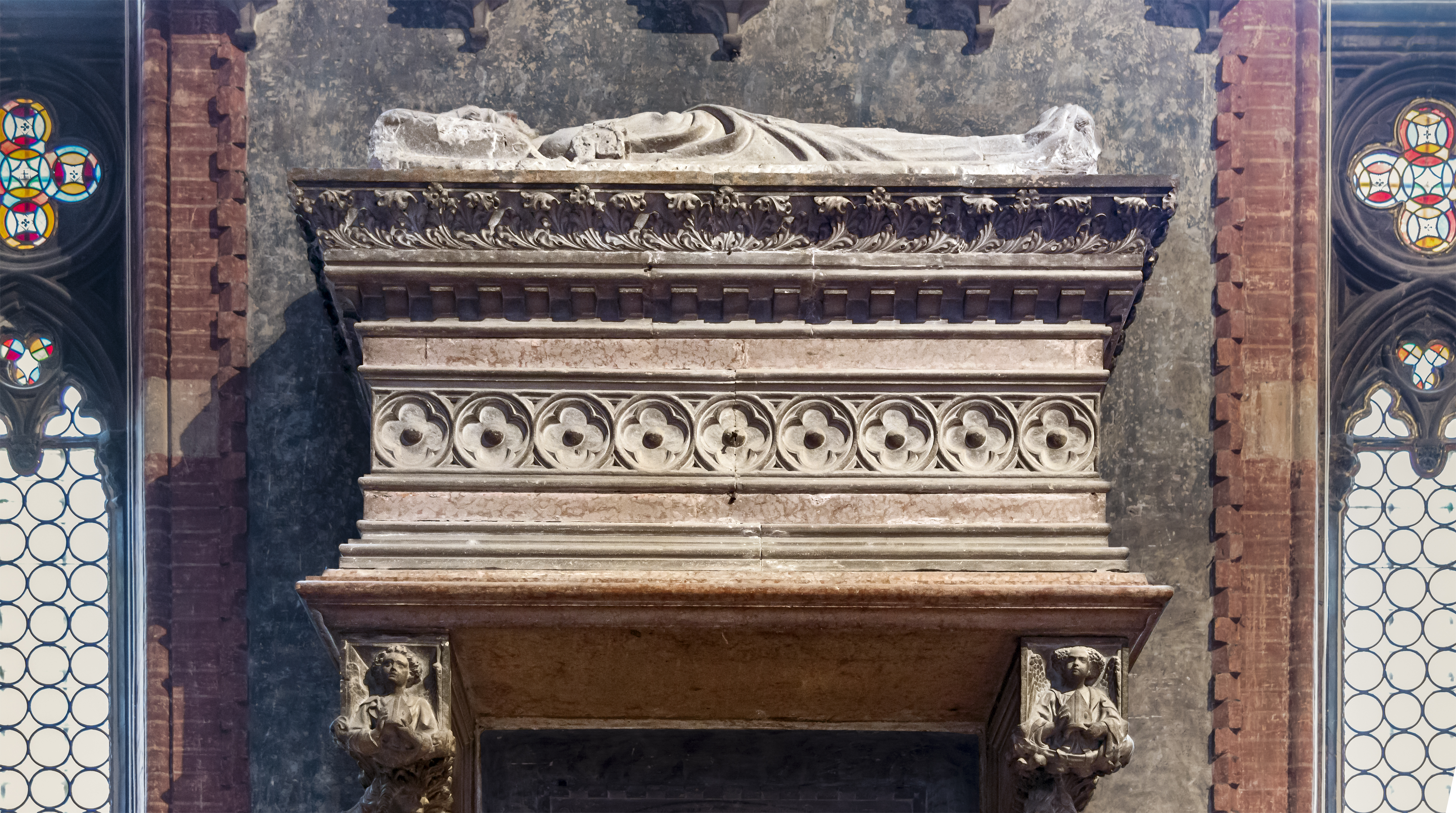
Monumento a Pietro Emiliani nella basilica dei Frari

La sua entrata in diocesi avvenne tra il 30 settembre 1409 e il 14 maggio 1410 e fu solennizzata dal mottetto Excelsa civitas Vincencia di Bertrand Ferragut. L'Emiliani fu effettivamente molto attento agli aspetti musicali della liturgia e si preoccupò di favorire l'insegnamento del canto figurato e di finanziare i cantori della cattedrale.
Sebbene nel 1406 il doge avesse assicurato al Comune di Vicenza la presenza di ecclesiastici locali nella cerchia del vescovo, l'Emiliani si circondò solo di chierici veneziani o di altre regioni e anche nella distribuzione dei benefici non fu favorito alcun presbitero vicentino. Non prestò fede nemmeno all'obbligo di residenza e trascorse lunghi soggiorni a Venezia, Padova o in centri minori quali Sossano ed Este. Nel 1411 il Senato gli intimò di non disattendere i suoi impegni, temendo una rivolta popolare fomentata dalle tensioni con Sigismondo d'Ungheria.
Invero, durante il suo episcopato avvennero alcuni eventi significativi cui corrisposero iniziative di rinnovamento e riforma. Tra questi, la comparsa della Madonna sul Monte Berico (cui derivò la costruzione del Santuario, del quale il vescovo benedisse la prima pietra), il ritrovamento delle reliquie dei santi Felice e Fortunato, l'opera di Bernardino da Siena, la diffusione delle congregazioni riformate.
Non trascurava, al contempo, i rapporti con il mondo umanistico (Zaccaria Trevisan, Pier Paolo Vergerio, Francesco Barbaro, Poggio Bracciolini, Guarino Guarini).
Nel suo testamento, datato 2 aprile 1429, lasciò, tra l'altro, somme di denaro per la realizzazione della cappella di San Pietro nella basilica dei Frari (dove si trova il suo monumento funebre) e di un'altra nella cattedrale di Vicenza; la sua ricca biblioteca fu spartita fra il figlio Faustino e due nipoti, Matteo e Filippo dell'altro figlio, il defunto Giovanni. Ma già l'8 aprile successivo dovette ridimensionare alcuni lasciti ritenuti troppo generosi e in effetti il suo successore, Francesco Malipiero, fu impegnato in lunghe contese con gli eredi in quanto la prodigalità dell'Emiliani aveva gravato sulle finanze della diocesi.